# Лозки (Логойський район)
Лозки (біл. вёска Лозки) — село в складі Логойського району Мінської області, Білорусь. Село підпорядковане Гайнинській сільській раді і розташоване в північній частині області.